# André Meurs
André Meurs (Amsterdam, 10 maart 1925 – Amersfoort, 5 januari 1981) was een schrijver van liedteksten, die diverse Nederlandstalige hits op zijn naam heeft staan.
Meurs schreef onder andere teksten voor het Cocktail Trio en de De Chico's. Bekende teksten van zijn hand zijn "Wie heeft de sleutel van de jukebox gezien", "Kangoeroe", "Hoeperdepoep" (een bewerking van het veel oudere straatliedje Hoeperdepoep zat op de stoep), "Het Vlooiencircus" en de Nederlandstalige versie van Kleine Winzerin vom Rhein (Reisje langs de Rijn). Hij zong in 1967 een protestlied Welterusten, mevrouw de koningin, een aangepast versie van Welterusten, meneer de president.
Van 1975 tot zijn overlijden was Meurs directeur radio bij de TROS. Hij overleed in 1981 in een ziekenhuis in Amersfoort aan een zwaar hartinfarct.

## Trivia
Meurs is een oom van deejay Rob van Someren.